# Harald Hurst
Harald Hurst (* 29. Januar 1945 in Buchen (Odenwald); † 20. Juni 2024 in Ettlingen) war ein Karlsruher Schriftsteller, der vor allem Mundartgedichte verfasste.

## Leben
Hurst studierte Romanistik und Anglistik in Heidelberg und Mannheim und beendete das Studium mit dem ersten Staatsexamen. Das Referendariat zum Lehramt an Gymnasien brach er jedoch ab. 1981 erschien sein erstes Buch Lottokönig Paul. Nachdem er viele Jahre in Karlsruhe verbracht hatte, lebte Hurst bis zu seinem Tod in Ettlingen. 
Bei Lesungen in Baden und seltener in Schwaben trat Hurst allein oder beispielsweise mit Gunzi Heil oder Kuno Bärenbold auf.
Hursts Bücher hatten durchweg Auflagen von mehr als 10.000 Exemplaren, sein Werk Polizeispielkaschte sogar mehr als 20.000. Er galt als einer der führenden Mundartschriftsteller der Region.

## Auszeichnungen
- diverse Mundartpreise
- Stipendium der Kunststiftung Baden-Württemberg
- Stipendium des baden-württembergischen Ministeriums für Kunst und Wissenschaft
- Thaddäus-Troll-Preis (1993)[2]
- Auszeichnung mit dem Titel „Badener des Jahres 1994“ durch den Verein Bund Freiheit statt Baden-Württemberg (1994)[3]

## Werke
- Lottokönig Paul. Fächer-Verlag Schönherr u. Dürr, Karlsruhe 1981, ISBN 3-88685-200-8.
- ’s Freidagnachmiddagfeierobendschtrassebahnparfüm. Fächer-Verlag Dürr, Karlsruhe 1981, ISBN 3-88685-201-6.
- Menschengeschichten. Mit Zeichn. von Annerose Sostaritsch. Fächer-Verlag Dürr, Karlsruhe 1983, ISBN 3-88685-202-4.
- Es geschah vor gar nicht langer Zeit… – 13 Menschengeschichten. von Loeper Verlag, Karlsruhe 1985, ISBN 3-88652-057-9.
- Ich bin so frei – Neue Gedichte in Mundart und Schriftdeutsch. von Loeper Verlag, Karlsruhe 1986, ISBN 3-88652-019-6.
- Das Zwiebelherz – Liebesgeschichten. G. Braun Buchverlag, Karlsruhe 1988, ISBN 3-7650-8052-7.
- De Polizeispielkaschte – Mundartgeschichten. G. Braun Buchverlag, Karlsruhe 1990, ISBN 3-7650-8074-8.
- Ich bin so frei – Gedichte und Prosa. Erweiterte Neuauflage. G. Braun Buchverlag, Karlsruhe 1991, ISBN 3-7650-8096-9.
- Daß i net lach! – Geschichten und Gedichte. G. Braun Buchverlag, Karlsruhe 1993, ISBN 3-7650-8124-8.
- So e Glück! – Geschichten und Gedichte. G. Braun Buchverlag, Karlsruhe 1995, ISBN 3-7650-8161-2.
- Der mit de Wurscht – Live. Audio-CD mit Gunzi Heil. G. Braun Buchverlag, Karlsruhe 1997, ISBN 3-7650-8184-1.
- Vergeß den Vogel – Geschichten und Gedichte. G. Braun Buchverlag, Karlsruhe 1998, ISBN 3-7650-8196-5.
- Musik und Literatur – live und pur. Audio-CD mit Gunzi Heil und Kuno Bärenbold. G. Braun Buchverlag, Karlsruhe 2000, ISBN 3-7650-8245-7.
- Fuffzich – Komödie. G. Braun Buchverlag, Karlsruhe 2001, ISBN 3-7650-8276-7.
- Komm geh’ fort – Geschichten und Gedichte. G. Braun Buchverlag, Karlsruhe 2003, ISBN 3-7650-8278-3.
- rum un num. Live in der klag-Bühne Gaggenau mit Gunzi Heil – Audio-CD mit Bonus-Video. G. Braun Buchverlag, Karlsruhe 2005, ISBN 3-7650-8323-2.
- Des elend schöne Lebe – Geschichten und Gedichte. G. Braun Buchverlag, Karlsruhe 2006, ISBN 978-3-7650-8349-5.
- Des mir! – Geschichten und Gedichte. G. Braun Buchverlag, Karlsruhe 2009, ISBN 978-3-7650-8529-1.
- Mol was anneres. Audio-CD mit Gunzi Heil. Nummerierte Sonderedition zum FEST 2010. G. Braun Buchverlag, Karlsruhe 2010, ISBN 978-3-7650-8589-5.
- Do hanne num – Ausgewählte Geschichten und Gedichte. G. Braun Buchverlag, Karlsruhe 2010, ISBN 978-3-7650-8573-4.
- Staudamm für d’Soß. Audio-CD mit Gunzi Heil. G. Braun Buchverlag, Karlsruhe 2011, ISBN 978-3-7650-8580-2.
- Mol gucke – Geschichten und Gedichte. Silberburg-Verlag, Tübingen und Karlsruhe 2015, ISBN 978-3-8425-1375-4.
- So isch’s wore – Geschichten und Gedichte. Silberburg-Verlag, Tübingen und Karlsruhe 2017, ISBN 978-3-8425-2041-7.
- D’accord mit de Welt – Geschichten und Gedichte. Verlag Regionalkultur, Ubstadt-Weiher 2021, ISBN 978-3-95505-307-9.